# Байт
Байт (англ. byte) (русское обозначение: Б и байт; международное: B, byte) — единица хранения и обработки цифровой информации; совокупность битов, обрабатываемая компьютером одновременно. В современных вычислительных системах байт состоит из 8 бит и, соответственно, может принимать одно из 256 (от 0 до 255) различных значений (состояний, кодов). Однако в истории компьютерной техники существовали решения с иными размерами байта (например, 6, 32 или 36 бит), поэтому иногда в компьютерных стандартах и официальных документах для однозначного обозначения группы из 8 бит используется термин «октет» (лат. octet).
В большинстве вычислительных архитектур байт — это минимальный независимо адресуемый набор данных.

## История
Название «байт» было впервые использовано в июне 1956 года В. Бухгольцем (англ. Werner Buchholz) при проектировании первого суперкомпьютера IBM 7030 Stretch для пучка одновременно передаваемых в устройствах ввода-вывода битов числом от одного до шести. Позже, в рамках того же проекта, байт был расширен до восьми битов. Слово byte было выбрано как намеренно искажённое слово bite, произносящееся так же (англ. bite — «кусок»; «часть чего-либо, отделённая за один укус»; ср. также появившееся позже название для 4-битной единицы «ниббл» от англ. nibble — «покусывать»). Изменённое написание byte через y вместо i потребовалось, чтобы избежать смешения со словом «бит» (bit). В печати слово byte впервые появилось в июне 1959 года.
Ряд ЭВМ 1950-х и 1960-х годов (БЭСМ-6, М-220) использовал 6-битные символы в 48-битных или 60-битных машинных словах. В некоторых моделях ЭВМ производства Burroughs Corporation (ныне Unisys) размер символа был равен 9 битам. В советской ЭВМ Минск-32 использовался 7-битный байт.
Байтовая адресация памяти была впервые применена в системе IBM System/360. В более ранних компьютерах адресовать можно было только целиком машинное слово, состоявшее из нескольких байтов, что затрудняло обработку текстовых данных.
8-битные байты были приняты в System/360, вероятно, из-за использования BCD-формата представления чисел: одна десятичная цифра (0—9) требует 4 бита (тетраду) для хранения; один 8-битный байт может представлять две десятичные цифры. Байты из 6 бит могут хранить только по одной десятичной цифре, два бита остаются незадействованными.
По другой версии, 8-битный размер байта связан с 8-битным же числовым представлением символов в кодировке EBCDIC.
По третьей версии, из-за двоичной системы кодирования в компьютерах наиболее выгодными для аппаратной реализации и удобными для обработки данных являются длины слов, кратные степеням двойки, в том числе и 1 байт = 23 = 8 бит. Системы и компьютеры с длинами слов, не кратными числу 2, отпали из-за невыгодности и неудобства.
Постепенно 8-битные байты стали стандартом де-факто; с начала 1970-х годов в большинстве компьютеров байты состоят из 8 битов, а размер машинного слова кратен 8 битам.

## Количество состояний (кодов) в байте
Количество состояний (кодов, значений), которое может принимать 1 восьмибитный байт с позиционным кодированием, определяется в комбинаторике. Оно равно количеству размещений с повторениями и вычисляется по формуле:
{\displaystyle N_{p}={\bar {A}}(n,k)={\bar {A}}_{n}^{k}=n^{k}=2^{8}=256} возможных состояний (кодов, значений), где
- {\displaystyle N_{p}} — количество состояний (кодов, значений) в одном байте;
- {\displaystyle {\bar {A}}(n,k)={\bar {A}}_{n}^{k}} — количество размещений с повторениями;
- {\displaystyle n} — количество состояний (кодов, значений) в одном бите; в бите 2 состояния (n = 2);
- {\displaystyle k} — количество битов в байте; в 8-битном байте k = 8.

## Производные единицы
Кратные и дольные приставки для образования производных единиц для байта применяются не как обычно. Уменьшительные приставки не используются совсем, а единицы измерения информации, меньшие, чем байт, называются специальными словами — ниббл (тетрада, полубайт) и бит. Увеличительные приставки кратны либо 1024 = 210, либо 1000 = 103: 1 кибибайт равен 1024 байтам, 1 мебибайт — 1024 кибибайтам или 1024×1024 = 1 048 576 байтам и т. д. для гиби-, теби- и пебибайтов. В свою очередь 1 килобайт равен 1000 байтам, 1 мегабайт — 1000 килобайтам или 1000×1000 = 1 000 000 байтам и т. д. для гига-, тера- и петабайт. Разница между ёмкостями (объёмами), выраженными в кило = 103 = 1000 и выраженными в киби = 210 = 1024, возрастает с ростом веса приставки. МЭК рекомендует использовать двоичные приставки — кибибайт, мебибайт, йобибайт и т. п.
Иногда десятичные приставки используются и в прямом смысле, например, при указании ёмкости жёстких дисков: у них гигабайт (гибибайт) может обозначать не 1 073 741 824 = 10243 байтов, а миллион килобайтов (кибибайтов), то есть 1 024 000 000 байтов, а то и просто миллиард байтов.

## Обозначение
Использование русской прописной буквы «Б» для обозначения байта регламентирует Межгосударственный (СНГ) стандарт ГОСТ 8.417-2002 («Единицы величин») в «Приложении А» и Постановление Правительства РФ от 31 октября 2009 г. № 879. Кроме того, констатируется традиция использования приставок СИ вместе с наименованием «байт» для указания множителей, являющихся степенями двойки (1 Кбайт = 1024 байт, 1 Мбайт = 1024 Кбайт, 1 Гбайт = 1024 Мбайт и т. д., причём вместо строчной «к» используется прописная «К»), и упоминается, что подобное использование приставок СИ не является корректным. По ГОСТ IEC 60027-2-2015 строчная «к» соответствует 1000 и «Ки» — 1024, так, 1 КиБ = 1024 Б, 1 кБ = 1000 Б.
Использование прописной буквы «Б» для обозначения байта соответствует требованиям ГОСТ и позволяет избежать путаницы между сокращениями от байт и бит. Запись со строчной буквой в виде «Кб» (Мб, Гб) для обозначения байт будет не соответствовать международному стандарту IEC (и локализованному по нему ГОСТ). Однако авторы орфографического словаря приводят строчную форму «б» (и «Кб», «Мб», «Гб») для байта, как не образованную от фамилии.
Следует учитывать, что в ГОСТ 8.417, кроме «бит», для бита нет однобуквенного обозначения, поэтому использование записи вроде «Мб» как синонима для «Мбит» не соответствует этому стандарту. Но в некоторых документах используется сокращение b для bit: IEEE 1541—2002, IEEE Std 260.1-2004, в нижнем регистре: ГОСТ Р МЭК 80000-13—2016, ГОСТ IEC 60027-2-2015.
В международном стандарте МЭК IEC 60027-2 от 2005 года для применения в электротехнической и электронной областях рекомендуются обозначения:
- bit — для бита;
- o, B — для октета, байта. Причём о — единственное указанное обозначение во французском языке.[источник не указан 1892 дня]

## Склонение
Кроме обычной формы родительного падежа множественного числа (байтов, килобайтов, битов), существует счётная форма «байт», которая используется в сочетании с числительными: 8 байт, 16 килобайт. Счётная форма является разговорной. Точно так же, например, с килограммами: обычная форма родительного падежа употребляется, если нет числительного, а в сочетании с числительным могут быть варианты: 16 килограммов (стилистически нейтральная обычная форма) и 16 килограмм (разговорная счётная форма).